# Siroplacodium shastense
Siroplacodium shastense är en svampart som först beskrevs av R. Sprague & W.B. Cooke, och fick sitt nu gällande namn av Franz Petrak 1958. Siroplacodium shastense ingår i släktet Siroplacodium, divisionen sporsäcksvampar och riket svampar.   Inga underarter finns listade i Catalogue of Life.